# Indiens riksvapen
På Indiens riksvapen finns Chakra-symbolen som ingår i riksvapnet - en avbildning av ett kapitäl från ett tempel under Asokaperioden (300-talet f Kr). Bredvid denna symbol finns djurfigurer som representerar de fyra väderstreckens väktare: norr - lejon, öster - elefant, söder - häst och väster - oxe. De fyra lejonen ovanför är symboler för styrka och mod. Inskriptionen (ur Upanishaderna) lyder: "Endast dygden ska bringa seger".